# Austronuncia spinipalpis
Austronuncia spinipalpis is een hooiwagen uit de familie Triaenonychidae. De wetenschappelijke naam van Austronuncia spinipalpis gaat terug op Lawrence.